# All For Peace
All for peace est une station de radio commerciale israélo-palestinienne diffusant en anglais, arabe et hébreu et basée à Ramallah, en Cisjordanie. Née sur Internet grâce à la coopération du groupe Biladi, propriétaire du Jerusalem Times, et de Givaat Haviva, un centre pacifiste israélo-palestinien, elle apparaît sur les ondes le 21 février 2007.
Ses studios sont à Ramallah et à Jérusalem-Ouest et ils émettent depuis la Cisjordanie. Son financement est assuré par Isaac Kirsh, un investisseur sud-africain, fondateur dans son pays de 702 Talk Radio. Elle comprend des journalistes israéliens, palestiniens et étrangers. Sa programmation est généraliste, et cherche à favoriser l'instauration de la paix dans la région.